# Lydia Sigourney
Lydia Huntley Sigourney, född den 1 september 1791 i Norwich, Connecticut, död den 10 juni 1865, var en populär amerikansk poet under början och mitten av 1800-talet. Hon var allmänt känd som "Sweet Singer of Hartford".  De flesta av hennes böcker publicerades med hennes namn som gift, Mrs. Sigourney. Två av hennes mest kända dikter är Niagara och Indian Names. 